# Ahmet Hromadžić
Ahmet Hromadžić (11. října 1923 Bjelaj, okres Bosanski Petrovac, Království Srbů, Chorvatů a Slovinců – 1. ledna 2003 Sarajevo, Bosna a Hercegovina) byl bosenskohercegovský novinář a spisovatel bosňáckého původu.

## Život
Základní školu navštěvoval v rodné vsi, měšťanku v Bosenském Petrovci a střední technickou školu v Sarajevu. Již v mladickém věku jej oslovily levicové myšlenky, a proto se po německé invazi do Jugoslávie roku 1941 přidal ke komunistickým partyzánům. Koncem války začal pracovat pro nově založený deník Oslobođenje (Osvobození, od 1944), v němž uveřejňoval válečné reportáže a články. Následně působil v redakci mládežnického časopisu Zora (Sarajevo 1948–1951). Po zániku Zory se zaměstnal v sarajevském nakladatelství Veselin Masleša (otevřeno 1952), kde založil a dlouho vedl edici dětské literatury Lastavica (Vlaštovka).
Jeho autorská tvorba nebyla nijak rozsáhlá, všeho všudy dva romány a několik málo novel a sbírek pohádek, nicméně mezi dětskými čtenáři se těšila mimořádné oblibě. Světového ohlasu se dostalo jeho novele Okamenjeni vukovi (Zkamenělí vlci, 1964).

## Dílo
- Labudova Poljana (Sarajevo 1952), román
- Patuljak iz zaboravljene zemlje (Trpaslík ze zapomenuté země, Sarajevo 1956, 1959, 1963, 1964, 1965, 1967, 1978, 2017, Beograd 1966, 1968, 1970, 1971, 1972, 1973, 1975, 1979, 1980, 1981, 1982, Sarajevo–Beograd 1984, Wuppertal–Sarajevo–Tuzla 1997, Wuppertal–Sarajevo–Amsterdam 1998, Wuppertal–Sarajevo 2002, Čačak 2010), pohádky, albánsky: Shkurtabiqi nga Vendi i Harrurar (Priština 1972)
- Patuljak vam priča (Trpaslíkova vyprávění, Sarajevo 1957, 1961, 1964, 1965, 1967, 1971, 1974, 1976, 1980, 1982, 1983, 1986, 1988, 1989, 2008, 2009, 2016, Banjaluka 1981, Sarajevo–Beograd 1984, Wuppertal 1994, Wuppertal–Sarajevo–Amsterdam 1998, Istočno Sarajevo 2005), krátké prózy, slovinsky: Ptičje jezero (Ljubljana 1969), albánsky: Rrëfimet e shkurtabiqit (Shkup 1969), maďarsky: A különös tó titka: mesék (Újvidék 1974)
- Okamenjeni vukovi (Zkamenělí vlci, Sarajevo 1964, 1965, 1966, 1970, 1975, 1979, Zagreb 1983 a 1986 jako Okamenjeni vukovi / Medvjed Miško, Sarajevo–Beograd 1984, Wuppertal–Sarajevo–Amsterdam 1998, Wuppertal–Sarajevo 2005, Sarajevo 2006 jako Okamenjeni vukovi / Samo još kosovi zvižduću), novela, makedonsky: Skameneti volci (Skopje 1966), lužickosrbsky: Skamjenjene wjelki (Budyšin 1967), slovensky: Skamenení vlci (Bratislava–Báčsky Petrovec 1967), rusky: Okamenevšie volki (Moskva 1967, 1974), česky: Zkamenělí vlci (1968), polsky: Skamieniałe wilki (Warszawa 1969), italsky: I lupi di pietra (Milano 1976)
- Zlatorun (Zlatovlasý, Sarajevo 1966, 2000, Wuppertal–Sarajevo–Amsterdam 1998), novela, maďarsky: Ezüstszőrű (Novi Sad 1966),
- Zelengor (Novi Sad 1971), novela
- Bistri potoci (Bystré potoky, Sarajevo 1971, 1972, 1975, Sarajevo–Beograd 1984), dětský román, makedonsky: Bistri potoci (Skopje 1972, 1973, 1976), slovensky: Bystré potoky (Bratislava–Novi Sad 1974)
- Bijeli cvijet (Bílá květina, Sarajevo 1977), novela
- Dječak jaše konja (Chlapec jezdí na koni, Sarajevo 1977, Sarajevo–Beograd 1984), román
- Patuljak vam priča (Trpaslík vám vypráví, Sarajevo 1990), výbor pohádek
- Zelena šuma (Zelený les, Wuppertal–Sarajevo–Tuzla 1997, 1998, Sarajevo 2008, 2009, 2015), novela
- Medvjed Miško (Medvěd Miško, Wuppertal–Sarajevo 2005, 2006), pohádka